# L. Panteleïev
Pour les articles homonymes, voir Panteleïev.
Œuvres principales
La République CHKID
L. Panteleïev de son vrai nom Aleksei Ivanovich Eremeev (en russe : Алексе́й Ива́нович Ереме́ев), né le 22 août 1908 à Saint-Pétersbourg et mort le 9 juillet 1987 à Léningrad, est un auteur soviétique de littérature d'enfance et de jeunesse. Son livre La République CHKID coécrit avec Grigori Belykh est classé aujourd'hui dans la liste des 100 livres pour les élèves en fédération de Russie.